# Museo archeologico del Canavese
Il Museo archeologico del Canavese o anche Museo archeologico di Cuorgnè è un museo archeologico del Canavese e si trova in presso un'ex manifattura in Via Ivrea 100 a Cuorgnè, uno dei centri del territorio.
Il museo è stato inaugurato nel 2004 e dispone di una superficie espositiva di oltre 1 500 m² nell'ala meridionale dell'antica manifattura di Cuorgné.
Il museo dispone di un'ampia area centrale destinata ad ospitare mostree temporanea, intorno a questa si sviluppa il percorso articolato in nove sale illustrando la storia del territorio canavesano iniziando dal paleolitico fino al Medioevo.
Le testimonianze della presenza nel territorio di comunità di cacciatori e raccoglitori risalenti al tardo Paleolitico provengono dai ritrovamenti nell'area archeologica della grotta chiamata Boira Fusca, al neolitico risalgono alcuni reperti come collane in pietra, alcuni manufatti e i resti di una sepoltura dell'età del bronzo. 
Nella terza sala in evidenza un bicchiere intatto proveniente da una sepoltura presso il lago di Montalto, alcune ceramiche, statuette e diverse asce in pietra. 
Nel museo sono esposti oggetti riguardanti soprattutto il Neolitico.
Nel 2007 fu allestita una mostra su Pompei ed in quella occasione furono prestati a Cuorgnè alcuni reperti autentici della Campania.
Dal 17 marzo al 17 luglio 2010 verrà ospitata la mostra La donna al centro dell'Universo.